# 阿爾卡區

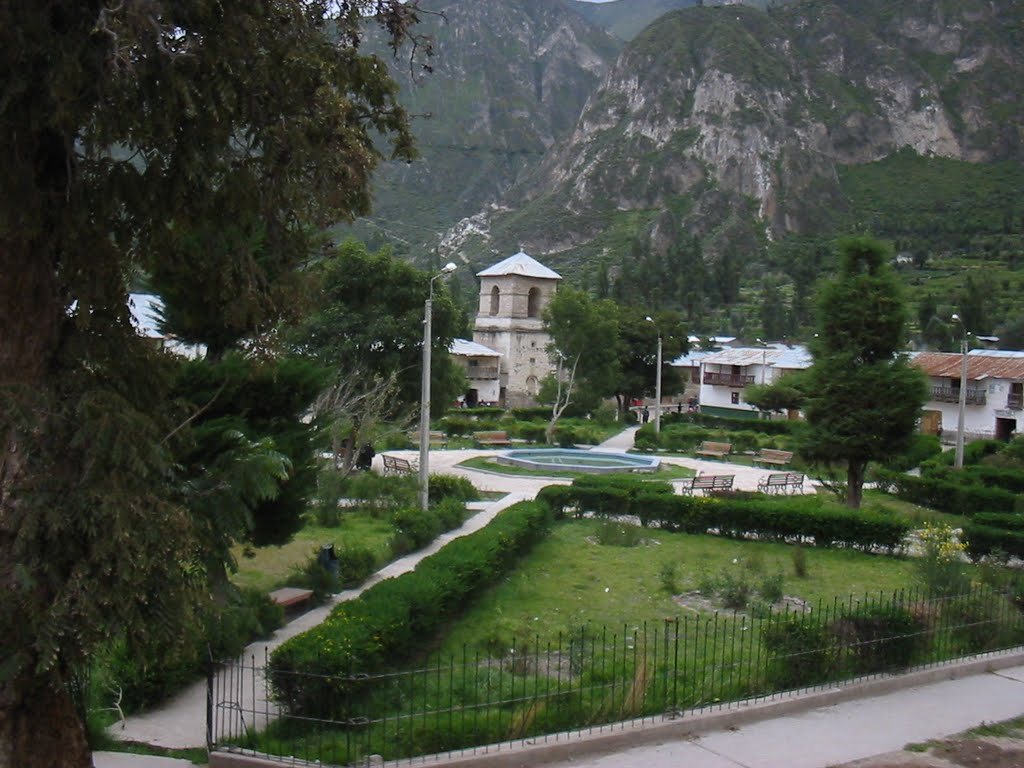

阿爾卡區（西班牙語：Distrito de Alca），是秘魯的一個區，位於該國南部阿雷基帕大區的拉烏尼翁省，始建於1835年5月4日，面積193.42平方公里，海拔高度2,750米，2005年人口2,263，人口密度每平方公里12人。